# Seo Jae-pil
Seo Jae-pil (noto anche come Soh Jaipil e Philip Jaisohn, 서재필; Boseong, 7 gennaio 1864 – Filadelfia, 5 gennaio 1951) è stato un attivista e giornalista coreano naturalizzato statunitense.

## Biografia
A 18 anni superò con le massime onorificenze l'esame di servizio civile coreano, risultando il più giovane di sempre a riuscirci. Studiò in Giappone e si attivò presto per la modernizzazione del suo paese. Nel 1884 prese parte al colpo di stato di Gapsin, con il quale si chiedeva l'abolizione della distinzioni sociali basate sui privilegi degli yangban, che costituivano la classe elitaria del paese.
Tuttavia, il colpo di Stato fallì e Seo Jae-pil emigrò a San Francisco come rifugiato politico, dove adottò il nome di Philip Jaisohn. Nel 1890 divenne il primo coreano a ottenere la cittadinanza statunitense, mentre due anni più tardi fu uno dei primi asiatici a conseguire una laurea in medicina alla Medical School dell'Università George Washington.
Nel 1896 tornò in Corea, dove contribuì a fondare il Tongnip hyŏphoe ("Club dell'indipendenza"), un'organizzazione che mirava a introdurre nella società coreana i valori occidentali di giustizia equa, libertà di pensiero e uguaglianza di genere. Questi princìpi venivano propagandati da Seo Jae-pil attraverso i suoi articoli pubblicati sul Tongnip Sinmun ("L'indipendente"), il primo giornale moderno del paese. La rivista era scritta in hangŭl, l'alfabeto coreano inventato da Sejong il Grande nel 1446 che Seo Jae-pil aveva sempre difeso contro l'uso dei più complessi caratteri cinesi. Nel 1897 promosse la costruzione del Dongnimmun ("Porta dell'Indipendenza") a Seul.
Attivo esponente del movimento d'indipendenza coreano che avversava il dominio giapponese, nel 1919 tenne a Filadelfia il primo Congresso coreano. Proseguì gli studi di medicina all'Università della Pennsylvania e negli anni '30 esercitò la professione di dermatologo e patologo a Media. Tramite il Korean Information Bureau di Filadelfia pubblicò il Korea Review, una rivista atta a sensibilizzare i lettori occidentali riguardo alla lotta indipendentista coreana. Membro attivo della League of the Friends of Korea, riuscì a porre la questione coreana all'attenzione del Senato statunitense.
Durante la seconda guerra mondiale prestò servizio come medico militare per l'esercito statunitense, poi nel dopoguerra fu consigliere senior del governatore militare in Corea John R. Hodge. Qui contribuì alla transizione del paese verso un regime democratico. Come membro dell'Assemblea legislativa ad interim promosse l'unificazione delle due Coree, ma dopo solo un anno di servizio rientrò definitivamente negli Stati Uniti, dove morì nel 1951.

## Hansu's Journey
Seo Jae-pil fu autore di una novella intitolata Hansu's Journey (1921), la prima opera letteraria di finzione scritta in lingua inglese da un coreano-americano. Pubblicata con lo pseudonimo N. H. Osia, la novella tratta la storia di Hansu, un ragazzo nordcoreano che, dopo essere stato ingiustamente imprigionato dai giapponesi, frequenta una scuola di missionari statunitensi e assiste alle dinamiche del movimento del 1º marzo. Toccato da quell'esperienza, si reca in Cina e infine negli Stati Uniti per studiare e divenire più utile alla causa indipendentista.

## Vita privata
Nel 1894 sposò Muriel Armstrong, figlia del direttore generale delle poste degli Stati Uniti d'America e parente di James Buchanan. La coppia ebbe due figli.